# Skinner Reservoir
Das Skinner Reservoir (auch Lake Skinner) ist ein Stausee im Riverside County im US-Bundesstaat Kalifornien. Seine Staumauer wurde 1973 fertiggestellt und 1991 vergrößert, wodurch der See 54.500.000 m³ Wasser fasst. Heute stellt das Skinner Reservoir zudem ein beliebtes Erholungsgebiet dar.

## Geografie
In gemeindefreiem Gebiet im Riverside County, Kalifornien gelegen, befindet sich das Skinner Reservoir auf einer Höhe von 448 m über dem Meeresspiegel. Der Stausee liegt am Fuß des Bachelor Mountains im Auld Valley, 15 km nordöstlich von Temecula.
Heute fasst das Skinner Reservoir bis zu 54.400.000 m³ Wasser und dehnt sich auf eine Fläche von 5,7 km² aus. Es entstand durch Stauung des Tucalota Creeks sowie der zwei kleineren Bäche Middle Creek und Schoolhouse Creek. Aus dem Skinner Reservoir fließt der aufgestaute Tucalota Creek heraus. Über die Wasserläufe Santa Gertrudis Creek, Murrieta Creek und Santa Margarita River fließt das Wasser schließlich in den Pazifischen Ozean ab.

## Wirtschaft
Das Skinner Reservoir wird vom Riverside County Regional Park and Open-Space District betrieben und ist an den Metropolitan Water District of Southern California vermietet. Der Stausee wird sowohl über das Colorado River Aqueduct als auch vom California State Water Project mit Wasser befüllt. Eine Filteranlage liefert das gereinigte Wasser an 2,5 Millionen Menschen im Riverside County und San Diego County. Der See ist nach Robert A. Skinner, dem Hauptgeschäftsführer des Metropolitan Water Districts von 1962 bis 1967 benannt. Dieser schloss mit dem California Department of Water Resources einen Vertrag über Wasserlieferungen aus Nordkalifornien.

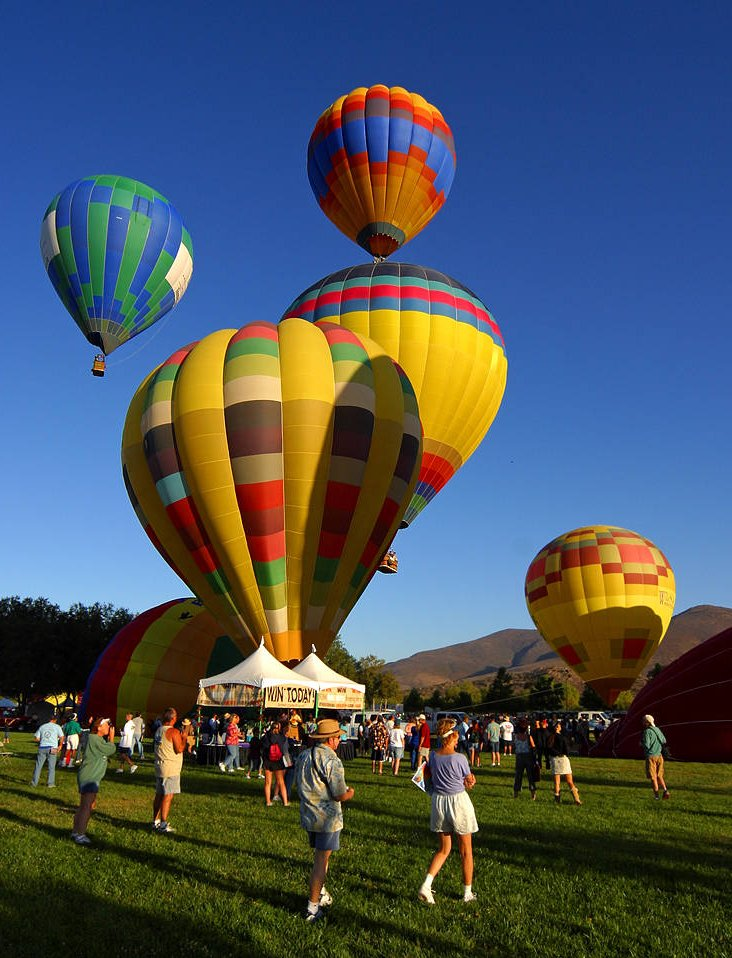
Temecula Valley Balloon and Wine Festival

## Nutzung als Erholungsgebiet
Neben seinem Zweck als Stausee dient das Skinner Reservoir heute als Erholungsgebiet. Angebotene Aktivitäten sind Segeln, Angeln, Reiten, Wandern und in einem anderen, nahen Gewässer Schwimmen. Das Erholungsgebiet umfasst 5,7 km² Wasser- und weitere 1,2 km² Landfläche. Für Urlauber sind 241 Campingstellen vorhanden. Am Skinner Reservoir finden jährlich die Events Temecula Valley Balloon & Wine Festival und das Elektrobootrennen Solar Cup statt.

## Ökologie
Das Skinner Reservoir und seinen Umland sind Heimat mehrerer gefährdeter Tierarten wie dem Braunaugenvireo (Vireo bellii pusillis) und dem Empidonax traillii extimus aus der Familie der Tyrannen.